# Zhang Zairong
Zhang Zairong (en chino: 张载荣; 14 de marzo de 1969) es un deportista chino que compitió en halterofilia. Ganó dos medallas de bronce en el Campeonato Mundial de Halterofilia, en los años 1990 y 1991, ambas en la categoría de 52 kg.

## Palmarés internacional
| Campeonato Mundial | Campeonato Mundial        | Campeonato Mundial | Campeonato Mundial |
| Año                | Lugar                     | Medalla            | Categoría          |
| ------------------ | ------------------------- | ------------------ | ------------------ |
| 1990               | Budapest (Hungría)        | Medalla de bronce  | 52 kg              |
| 1991               | Donaueschingen (Alemania) | Medalla de bronce  | 52 kg              |